# Oreocarya fulvocanescens
Oreocarya fulvocanescens är en strävbladig växtart som först beskrevs av S. Wats., och fick sitt nu gällande namn av Edward Lee Greene. Oreocarya fulvocanescens ingår i släktet Oreocarya och familjen strävbladiga växter. Utöver nominatformen finns också underarten O. f. nitida.